# Hässleholm, Houtskär
Hässleholm är en halvö i Finland. Den ligger i kommunen Pargas i den ekonomiska regionen  Åboland  och landskapet Egentliga Finland, i den sydvästra delen av landet, 190 km väster om huvudstaden Helsingfors. Den är en del av ön Horsholm.
Terrängen på Hässleholm är platt. Öns högsta punkt är 32 meter över havet. Den sträcker sig 0,6 kilometer i nord-sydlig riktning, och 1,3 kilometer i öst-västlig riktning.